# البحر التشيلي
البحر التشيلي هو جزء من المحيط الهادئ يمتد من غرب البر التشيلي وصولا إلى المحيط الأطلسي، وتم استخدام هذا الاسم البحر التشيلي رسميا في شيلي يوم الثلاثين من مايو من عام 1974.

## تصنيف الأراضي البحرية الشيلية

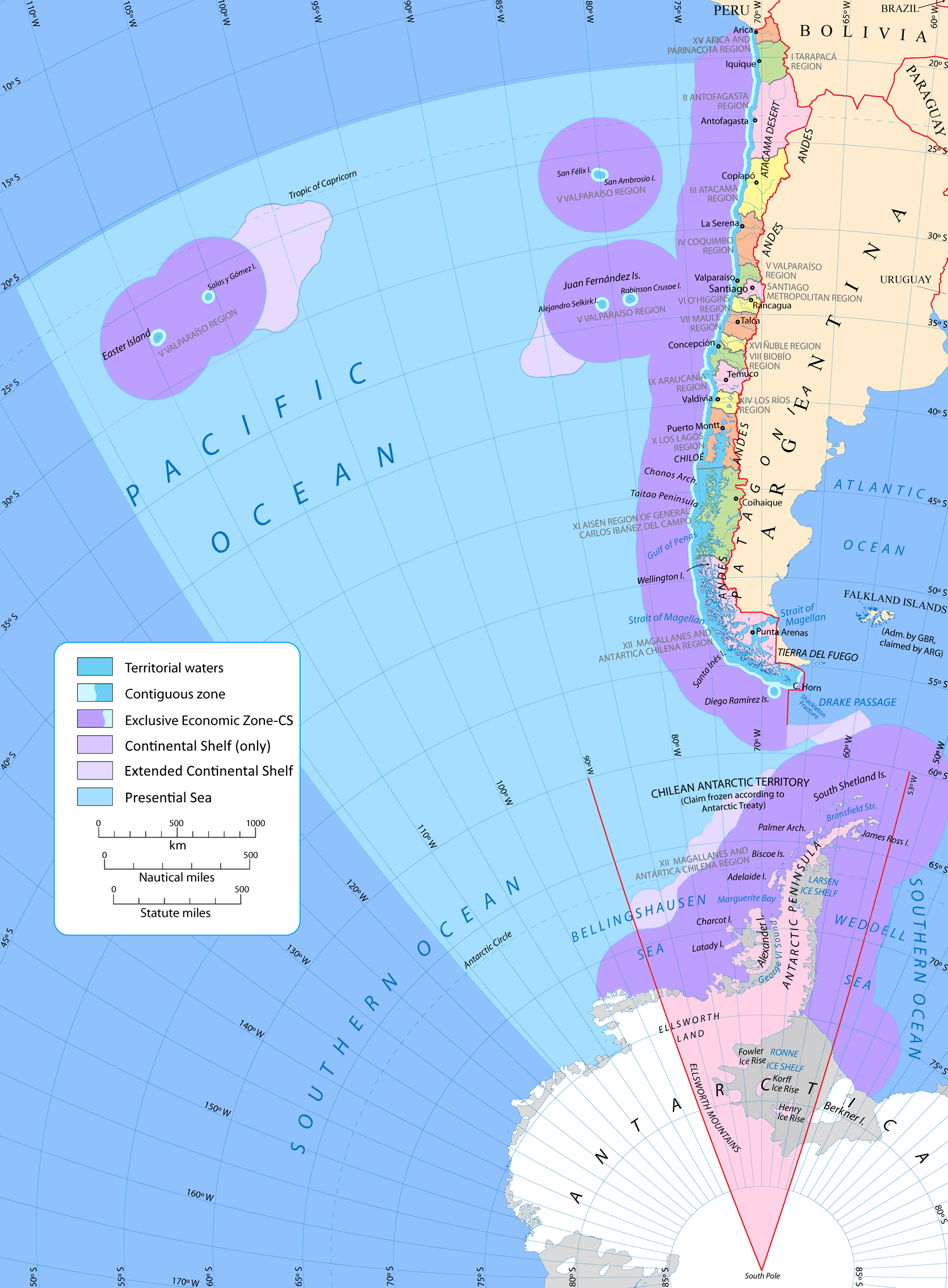
صورة للبحر التشيلي في المحيط الهادئ

يبلغ طول ساحل شيلي 6435 كيلومتراً. ينقسم بحر تشيلي إلى أربع مناطق تشكل جزءًا من أراضي تشيلي:
- البحر الإقليمي: يتوافق مع أول 12 ميلًا بحريًا من خطوط الأساس المعنية، ويشكل إسقاطًا للمنطقة القارية أو المنعزلة بحيث تمارس الدولة السيادة مع الحقوق الكاملة، وهي مجال وطني لا يُسمح إلا بالملاحة الوطنية، والتي لا تسبب أي ضرر. المياه الموجودة داخل خطوط البحر الإقليمية هي جزء من المياه الداخلية للدولة. ويغطي مساحة 120.827 كيلومتر مربع (البحر الإقليمي لشيلي القارية: 106.707 كيلومتر مربع، البحر الإقليمي لشيلي المحيطي: 14 120 كيلومتر مربع).
- المنطقة المجاورة: وهي تضم 12 ميلاً بحرياً تحسب من الحافة الخارجية للبحر الإقليمي، أي إنه مجال تتمتع فيه الدولة بسلطات في مجال منع ومعاقبة انتهاك قوانينها ولوائحها المالية أو المتعلقة بالهجرة أو الصحة. تبلغ مساحتها 131.669 كم².
- المنطقة الاقتصادية الخالصة: تمتد من 188 ميلًا بحريًا خارج خط البحر الإقليمي. وهناك تتمتع الدولة الشيلية بحقوق حصرية في استكشاف واستغلال وحفظ وإدارة الموارد الحية وغير الحية للمياه التي تغمر قاع البحر وقاع البحر وتربة الأرض. بعد حملة قوية من المجتمع المدني بقيادة منظمة السلام الأخضر وغيرها من المنظمات غير الحكومية البيئية، ومصايد الأسماك الحرفية، ثُبت بموجب القانون أن هذه المنطقة بأكملها هي "المنطقة الحرة لصيد الحيتان"، أي أنه لا يمكن القيام بصيد الحيتان، والذي يسمح بمراقبة وإنقاذ وإعادة تأهيل أنواع الحيوانات المختلفة. تشمل المساحة الإجمالية للمنطقة ما قدره 3.681.989 كم².
- مساحة الجرف القارية المقابلة: تبلغ مساحتها الإجمالية 161.338 كم².

## معرض صور

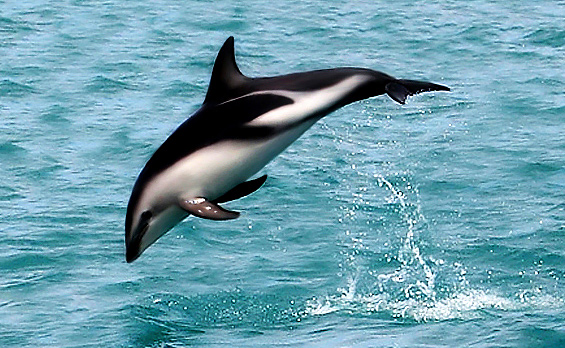
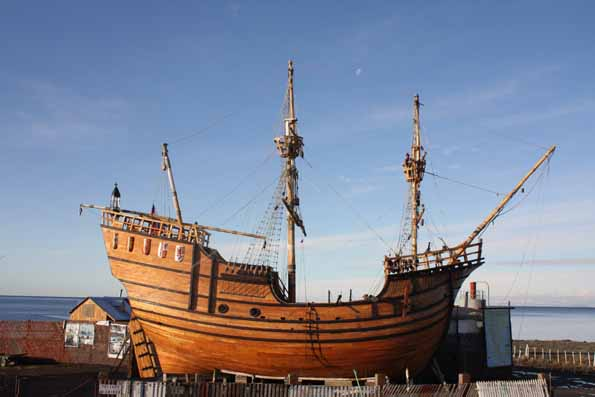
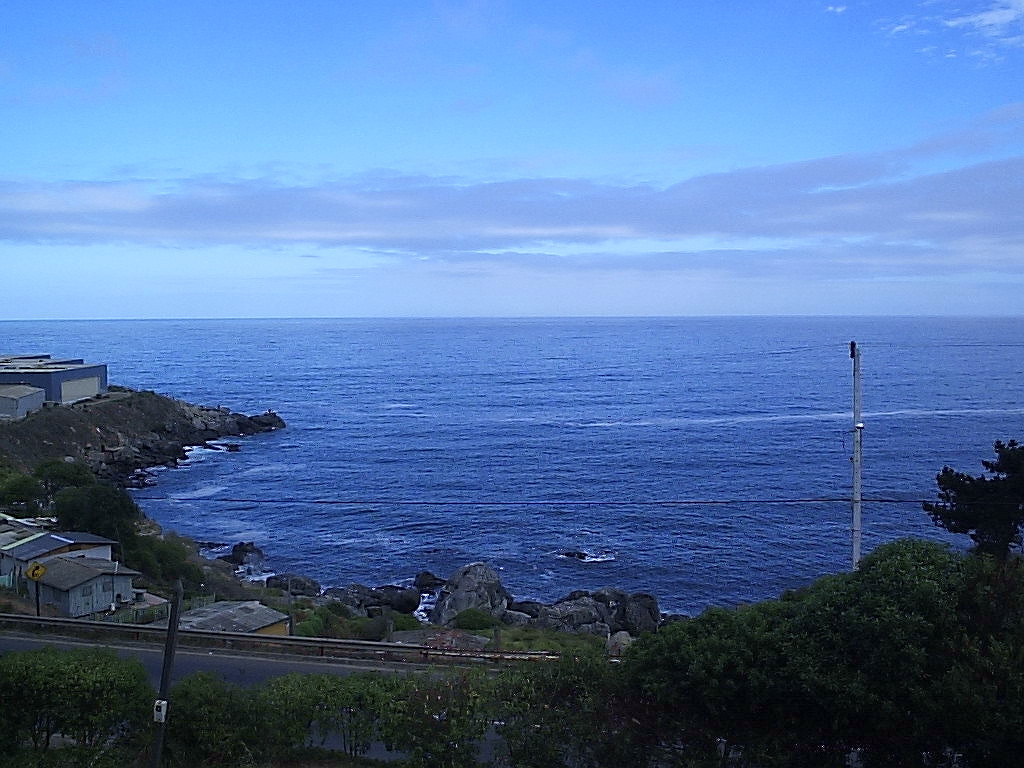